# Jelena Aleen
Jelena Pajić (1984, Gornji Milanovac), poznatija kao Jelena Aleen, srpska je kantautorka.
Sa 17 godina počinje da peva prateće vokale grupi Hari Mata Hari, a potom počinje da nastupa sa Lukasom, Sašom Matićem, Željkom Joksimovićem, Aleksandrom Radović, Lepom Brenom. Duži period je stalni član benda Marije Šerifović. Jelena je tri puta učestvovala na Evroviziji 2015, 2017. i 2021. godine kao prateći vokal, a dva puta učestvuje i na srpskom izboru za pesmu Evrovizije.

## Diskografija

### Singlovi
- Kasno je za raj (2015)
- Pogledi (2022)
- Dodir ljubavi sa grupom Rogati (2024)
- Kameleon (2025)